# Championnat de la ligue Belge francophone d'athlétisme de Cross country
 (janvier 2024).
La mise en forme du texte ne suit pas les recommandations de Wikipédia : il faut le « wikifier ».
Les points d'amélioration suivants sont les cas les plus fréquents :
- Les titres sont pré-formatés par le logiciel. Ils ne sont ni en capitales, ni en gras.
- Le texte ne doit pas être écrit en capitales (les noms de famille non plus), ni en gras, ni en italique, ni en « petit »…
- Le gras n'est utilisé que pour surligner le titre de l'article dans l'introduction, une seule fois.
- L'italique est rarement utilisé : mots en langue étrangère, titres d'œuvres, noms de bateaux, etc.
- Les citations ne sont pas en italique mais en corps de texte normal. Elles sont entourées par des guillemets français : « et ».
- Les listes à puces sont à éviter, des paragraphes rédigés étant largement préférés. Les tableaux sont à réserver à la présentation de données structurées (résultats, etc.).
- Les appels de note de bas de page (petits chiffres en exposant, introduits par l'outil «  Source ») sont à placer entre la fin de phrase et le point final[comme ça].
- Les liens internes (vers d'autres articles de Wikipédia) sont à choisir avec parcimonie. Créez des liens vers des articles approfondissant le sujet. Les termes génériques sans rapport avec le sujet sont à éviter, ainsi que les répétitions de liens vers un même terme.
- Les liens externes sont à placer uniquement dans une section « Liens externes », à la fin de l'article. Ces liens sont à choisir avec parcimonie suivant les règles définies. Si un lien sert de source à l'article, son insertion dans le texte est à faire par les notes de bas de page.
- La présentation des références doit suivre les conventions bibliographiques. Il est recommandé d'utiliser les modèles {{Ouvrage}}, {{Chapitre}}, {{Article}}, {{Lien web}} et/ou {{Bibliographie}}. Le mode d'édition visuel peut mettre en forme automatiquement les références.
- Insérer une infobox (cadre d'informations à droite) n'est pas obligatoire pour parachever la mise en page.

Pour une aide détaillée, merci de consulter Aide:Wikification.
Si vous pensez que ces points ont été résolus, vous pouvez retirer ce bandeau et améliorer la mise en forme d'un autre article.
 (février 2024).
Le championnat de Cross-country de la Ligue belge francophone d'athlétisme (LBFA) se déroule chaque année depuis 1982. Ces championnat son ouvert à tous les athlètes affiliés à un club de la Ligue belge francophone d'athlétisme qu'il soient élites ou amateurs. Lors de ce championnat, les athlètes sont répartis en différentes catégories et se disputent les titres de champion LBFA de cross-country.

## Catégories[1]
Les athlètes (hommes et dames) sont répartis en catégories selon leur âge.
- Cadets : de 14 à 15 ans
- Scolaires : de 16 à 17 ans
- Juniors : de 18 à 19 ans
- Espoir de 19ans au 23e anniversaire accomplis
- Seniors : de 20 ans au 35e anniversaire accompli
- Masters : à partir de 35 ans

## Fonctionnement[2]
- pour les catégories Cadets et Scolaires on établis deux classements en fonction de leur année de naissance les deux athlète arrivant en tête de leur année de naissance sont sacré (Champion LBFA de Cross-country)
- Pour la catégorie juniors l'athlète qui arrive en tête du  cross juniors  est sacré (Champion LBFA de Cross-country)
- Pour la catégorie espoir le premier athlète de moins de 23 ans du cross  long séniors est sacré  (Champion LBFA de Cross-country)
- Pour la catégorie sénior  e premier athlète de plus de 23 ans arrivant en tête  du cross long séniors est sacré (Champion LBFA de Cross-country)
- Pour la catégorie master les athlète sont diviser en catégorie âge par tranche de 5ans donc le première athlète de ça catégories d'âge est sacré (Champion LBFA de Cross-country)
- Pour le cross court le première athlète toutes catégories confondue est sacré  (Champion LBFA de Cross-country)

## Distance[3]
Depuis 2024 les hommes et les femmes cour la même distance en championnat de Cross-country.
| Cadet | Scolaires | Juniors | Séniors et Espoirs | Master | Cross court |
| ----- | --------- | ------- | ------------------ | ------ | ----------- |
| 2500m | 4000m     | 5000m   | 9000m              | 5000m  | 2000m       |

## Palmarès championnat LBFA Séniors cross long[4]
| Année | Lieux            | Homme                    | Club | Dames                        | Club |
| ----- | ---------------- | ------------------------ | ---- | ---------------------------- | ---- |
| 1982  | Louvain-la-Neuve | T.Pourtois (1)           | MOHA | Danielle Justin (1)          | MALM |
| 1983  | Ciney            | Vincent Rousseau (1)     | MOHA | M.Steels (1)                 | ESC  |
| 1984  | Ciney            | Hebert Leynes (1)        | MALM | Myriam Dumont (1)            | ESVR |
| 1985  | Lessines         | Guy Lefevre (1)          | SMAC | Myriam Dumont (2)            | ESVR |
| 1986  | Flémalle         | Leon Schots (1)          | FCL  | Myriam Dumont (3)            | ESVR |
| 1987  | Havré            | Vincent Rousseau (2)     | MOHA | F.Peeters (1)                | FCL  |
| 1988  | Spa (ville)      | Ruddy Walem (1)          | MOHA | F.Peeters (2)                | FCL  |
| 1989  | ?                | ?                        | ?    | ?                            | ?    |
| 1990  | Spa (ville)      | ?                        | ?    | ?                            | ?    |
| 1991  | ?                | ?                        | ?    | ?                            | ?    |
| 1992  | Flémalle         | Ruddy Walem (2)          | MOHA | Cécile Houbart (1)           | PAC  |
| 1993  | ?                | ?                        | ?    | ?                            | ?    |
| 1994  | Perwez           | José Istace (1)          | BOA  | N. Deroubaix (1)             | GREA |
| 1995  | Thimister        | S. Rousseau (1)          | ESC  | A. Peeters (1)               | RFCL |
| 1996  | Spa              | Mohammed Mourhit (1)     | RFCL | A. Peeters (2)               | RFCL |
| 1997  | Stavelot         | E.Bouffioux (1)          | RFCL | Nathalie Loubelle (1)        | BBS  |
| 1998  | Dour             | Christian Nemeth (1)     | CABW | I. Sluysmans (1)             | RFCL |
| 1999  | Enghien          | Jerome Van Reusel (1)    | CABW | Catherine Lallemand (1)      | RSCS |
| 2000  | Meslin-l'Évêque  | Thierry Faveaux (1)      | ARCH | Fathia Baouf (1)             | CABW |
| 2001  | Hannut           | Marc Vanderstraeten (1)  | RESC | Fathia Baouf (2)             | CABW |
| 2002  | Meslin-l'Évêque  | I.Boudreguy (1)          | CABW | Fathia Baouf (3)             | CABW |
| 2003  | Flémalle         | Eric Gérôme (1)          | RFCL | Catherine Lallemand (2)      | CABW |
| 2004  | Dour             | Vital Gahungu (1)        | RFCL | Fathia Baouf (4)             | CABW |
| 2005  | Dour             | Marc Vanderstraeten (2)  | RESC | Fathia Baouf (5)             | CABW |
| 2006  | Dour             | Michael Brandenbourg (1) | ARCH | Catherine Lallemand (3)      | CRAC |
| 2007  | Dour             | Jonathan Dekeyse (1)     | BSS  | G.Terryn (1)                 | RFCL |
| 2008  | Gosselies        | Franky Hernould (1)      | RESC | Nathalie Loubelle (2)        | BBS  |
| 2009  | Dour             | D.Tasama (1)             | RFCL | Virginie VanDroogenbroek (1) | USBW |
| 2010  | Dour             | Florent Caelen (1)       | RFCL | Sarah Balancier (1)          | HERV |
| 2011  | Dour             | Beinjamin Barbier (1)    | CABW | Nathalie Loubelle (3)        | BBS  |
| 2012  | Hannut           | P.Desmet (1)             | CABW | Ferahiwat Gamachu (1)        | RFCL |
| 2013  | Hannut           | Abdelhadi El Hachimi (1) | RFCL | C.Michel (1)                 | RFCL |
| 2014  | Dour             | Abdelhadi El Hachimi (2) | RFCL | Stéphanie Barnes (1)         | CABW |
| 2015  | Dour             | Abdelhadi El Hachimi (3) | RFCL | Stéphanie Barnes (2)         | CABW |
| 2016  | Hannut           | Jeroen D'hoedt (1)       | CABW | Stéphanie Barnes (3)         | CABW |
| 2017  | Dour             | Koen Naert (1)           | RESC | Stéphanie Barnes (4)         | CABW |
| 2018  | Hannut           | Soufiane Bouchikhi (1)   | RFCL | Imana Truyers (1)            | CABW |
| 2019  | Hannut           | Jeroen D'hoedt (2)       | CABW | Élise Vanderelst (1)         | MOHA |
| 2020  | Hannut           | Soufiane Bouchikhi (2)   | RFCL | Stéphanie Barnes (4)         | CABW |
| 2021  | Hannut           | Annulée (Covid 19)       | /    | Annulée (Covid 19)           |      |
| 2022  | Hannut           | Lucas Da Silva (1)       | RFCL | Chloé Herbiet (1)            | WACO |
| 2023  | Hannut           | Lucas Da Silva (2)       | RFCL | Chloé Herbiet (2)            | WACO |
| 2024  | Hannut           | Tancrède Crikillon (1)   | CSDY | Jana Van Lent (1)            | RESC |
| 2005  | Hannut           | Ruben Querinjean (1)     | WACO | Chloé Herbiet (3)            | WACO |

### Bilan

#### Par Club
| Rang | Clubs                                        | Titres | Années |
| ---- | -------------------------------------------- | ------ | --- |
| 1    | Royal Football Club de Liège/ FCL            | 25     | (Homme) ,1987 (Femme),1988( Femme),1995 (Femme),1996 (Homme et Femme ),1997 (Homme),1998 (Femme),2003 (Homme), 2004 (Homme),2007 (Femme),2009 (Homme), 2010 (Homme),2012 (Femme),2013 (Homme et Femme),2014 (Homme),2015 (Homme),2018 (Homme),2020 (Homme),2022 (Homme), 2023 (Homme) |
| 2    | CABW (Club athlétisme du Brabant Wallon)     | 20     | 1998 (Homme), 1999 (Homme),2000 (Femme),2001 (Femme),2002 (Homme et Femme), 2003 (Femme),2004 (Femme),2005 (Femme),2011 (Homme),2012 (Homme),2014 (Femme),2015 (Femme),2016 (Homme et Femme),2017 (Femme),2018 (Femme), 2019 (Homme),2020 (Femme)                                     |
| 3    | Royal Excelsior Sports Club Brussels/ESC     | 8      | 1983(Femme),1995 (Homme),2001 (Homme),2005 (Homme),2008 (Homme),2017 (Homme),2024 (Femme) |
| 4    | MOHA ( Mons Obourg Hainaut athlétisme)       | 7      | 1982 (Homme),1983 (Homme),1987 (Homme),1988, (Homme),1992 (Homme),2019 (Femme) |
| 5    | WACO (Waremme athletic Club Oreye)           | 4      | 2022 (Femme),2023 (Femme) 2025 (Homme) 2025 (Femme) |
| 6    | BBS (Bertrix basse-Semois athletic club)     | 3      | 1997 (Femme),2008 (Femme),2011 (Femme) |
| 6    | ESVR (Club Disparut )                        | 3      | 1984 (Femme),1985 (Femme),1986 (Femme) |
| 7    | Cercle royal d'athlétisme de Charleroi/ RCSC | 2      | 1999 (Femme),2006 (Femme) |
| 7    | ARCH (Athletic running Ciney haute-Meuse)    | 2      | 2000 (Homme),2006 (Homme) |
| 7    | MALM (Malmedy athletic club)                 | 2      | 1982 (Femme), 1984 (Homme) |
| 8    | BOA (Club Disparut )                         | 1      | 1994 (Homme) |
| 8    | CSDY                                         | 1      | 2024 (Homme) |
| 8    | USBW (Unions sportif du Brabant Wallon)      | 1      | 2009 (Femme) |
| 8    | SMAC (Sambre et Meuse athletic club)         | 1      | 1985 (Homme) |
| 8    | HERV (Herve athlétique club)                 | 1      | 2010 (Femme) |
| 8    | ACTE (Athletic club Thuin Erquelinnes)/ GREA | 1      | 1994 (Femme) |
| 8    | PAC (Club Disparut )                         | 1      | 1992 (Femme) |

## Palmarès championnat LBFA Séniors cross court[4]
| Année | Lieux              | Homme                      | Club | Femme                  | Club |
| ----- | ------------------ | -------------------------- | ---- | ---------------------- | ---- |
| 1982  | Louvain-la-Neuve   | Alain Miot (1)             | RCB  | ?                      | ?    |
| 1983  | Ciney              | Alain Miot (2)             | RCB  | ?                      | ?    |
| 1984  | Ciney              | J.Sprironello (1)          | CABW | ?                      | ?    |
| 1985  | Lessines           | J.Sprironello (2)          | RCB  | ?                      | ?    |
| 1986  | Flémalle           | ?                          | ?    | ?                      | ?    |
| 1987  | Havré              | Eric Wozny (1)             | CSC  | ?                      | ?    |
| 1988  | Spa (ville)        | Philippe Detaellenaere (1) | FCL  | ?                      | ?    |
| 1989  | ?                  | ?                          | ?    | ?                      | ?    |
| 1990  | Spa (ville)        | ?                          | ?    | ?                      | ?    |
| 1991  | ?                  | ?                          | ?    | ?                      | ?    |
| 1992  | Flémalle           | ?                          | ?    | ?                      | ?    |
| 1993  | ?                  | ?                          | ?    | ?                      | ?    |
| 1994  | Perwez             | F. Desmet (1)              | ESC  | Laurence Roobaert (1)  | CABW |
| 1995  | Thimister-Clermont | Philippe Brisy (1)         | SPA  | I.Concalvers (1)       | DS   |
| 1996  | Spa (ville)        | ?                          | ?    | ?                      | ?    |
| 1997  | Stavelot           | F. Carpentier (1)          | SPA  | I. Duchene (1)         | SPA  |
| 1998  | Dour               | F. Desmet (2)              | ESC  | S.Host (1)             | SER  |
| 1999  | Enghien            | Boujemaa Stouti (1)        | OSCK | S.Host (2)             | SER  |
| 2000  | Meslin-l'Évêque    | Gert Thuenis (1)           | FCHA | P. Faveaux (1)         | ARCH |
| 2001  | Hannut             | V.Ternet (1)               | CABW | Ingrid Cecchi (1)      | CSDY |
| 2002  | Meslin-l'Évêque    | P.Jacquemin (1)            | DAMP | ?                      | ?    |
| 2003  | Flémalle           | J.Collet (1)               | BBS  | K.Hendriks (1)         | LACE |
| 2004  | Dour               | Mathieu Van Diest (1)      | CABW | W.Terryn (1)           | RFCL |
| 2005  | Dour               | Merdji Tayeb (1)           | CRAC | W.Terryn (2)           | RFCL |
| 2006  | Dour               | D.Tasama                   | RFCL | A.S.Marechal (1)       | HF   |
| 2007  | Dour               | Merdji Tayeb (2)           | CRAC | A.Laurent (1)          | HF   |
| 2008  | Gosselies          | Sebastien Dewitte (1)      | RESC | Nathalie Loubelle (1)  | BBS  |
| 2009  | Dour               | Sebastien Dewitte (2)      | RESC | A.Laurent (2)          | HF   |
| 2010  | Dour               | Sebastien Dewitte (3)      | RESC | L.Prevot (1)           | HF   |
| 2011  | Dour               | B.Garra (1)                | MOHA | A.Laurent (3)          | HF   |
| 2012  | Hannut             | Geoffrey Marrion (1)       | CABW | Aline Gerardy (1)      | ARCH |
| 2013  | Hannut             | K.Ruell (1)                | RESC | Nathalie Loubelle (2)  | DAMP |
| 2014  | Dour               | Franky Hernould (1)        | RESC | Aline Gerardy (2)      | ARCH |
| 2015  | Dour               | Franky Hernould (2)        | RESC | Aline Gerardy (3)      | ARCH |
| 2016  | Hannut             | Ismaël Debjani (1)         | CABW | C.Jacobs (1)           | RCB  |
| 2017  | Dour               | Ismaël Debjani (2)         | CABW | Mathilde Jacquemin (1) | WACO |
| 2018  | Hannut             | Jeroen D'hoedt (1)         | CABW | Louise Hayez (1)       | WS   |
| 2019  | Hannut             | Valere Hustin (1)          | DAMP | Eléa Henrard (1)       | LACE |
| 2020  | Hannut             | Clément Deflandre (1)      | HERV | Milly Welsch (1)       | SER  |
| 2021  | Hannut             | Annulée (Covid 19)         | /    | Annulée (Covid 19)     | /    |
| 2022  | Hannut             | Ruben Querinjean (1)       | WACO | Élise Vanderelst (1)   | MOHA |
| 2023  | Hannut             | Ziad Audah (1)             | CABW | Aline Gerardy (4)      | ARCH |
| 2024  | Hannut             | Ziad Audah (2)             | CABW | Lucie Grandjean (1)    | BBS  |
| 2025  | Hannut             | Antoine Senard (1)         | SER  | Juliette Secretin (1)  | WACO |

### Bilan

#### Par Club
| Rang | Titres | Clubs                                                     | Années |
| ---- | ------ | --------------------------------------------------------- | --- |
| 1    | 10     | CABW (Club athlétisme du Brabant Wallon)                  | 1984 (Homme), 1994 (Femme),2001 (Homme), 2004 (Homme),2012 (Homme),2016 (Homme),2017 (Homme),2018 (Homme),2023 (Homme),2024 (Homme) |
| 2    | 7      | Royal Excelsior Sports Club Brussels/ESC                  | 1994 (Homme),1998 (Homme),2008 (Homme),2009 (Homme),2010 (Homme),2013 (Homme),2014 (Homme),2015 (Homme)                             |
| 3    | 5      | HF ( Union athlétique haute-fagne)                        | 2006 (Femme),2007 (Femme),2009 (Femme),2010 (Femme),2011 (Femme)                                                                    |
| 3    | 5      | ARCH (Athletic running Ciney haute-Meuse)                 | 2000 (Femme),2012 (Femme),2014 (Femme),2015 (Femme),2023 (Femme)                                                                    |
| 4    | 4      | Royal Football Club de Liège Athlétisme/FCL               | 1988 (Homme),2004 (Femme),2005 (Femme),2006 (Homme)                                                                                 |
| 4    | 4      | RRCB (Royal racing club Bruxelles)                        | 1982 (Homme),1983 (Homme),1985 (Homme),2016 (Homme)                                                                                 |
| 4    | 4      | Seraing Athlétisme                                        | 1998 (Femme),1999 (Femme),2020 (Femme) 2025 (Homme)                                                                                 |
| 5    | 3      | Cercle royal d'athlétisme de Charleroi/ RCSC/CSC          | 1987 (Homme),2005 (Homme),2007 (Homme)                                                                                              |
| 5    | 3      | BBS (Bertrix basse-Semois athletic club                   | 2003 (Homme),2008 (Femme),2024 (Femme)                                                                                              |
| 5    | 3      | RCA SPA (Royal Cercle athlétisme de Spa)                  | 1995 (Homme),1997 (Homme et Femme)                                                                                                  |
| 5    | 3      | DAMP (Atlhetic club Dampicourt)                           | 2002 (Homme),2013 (Femme),2019 (Homme)                                                                                              |
| 5    | 3      | WACO (Waremme athletic Club Oreye)                        | 2017 (Femme),2022 (Homme) 2025 (Femme)                                                                                              |
| 6    | 2      | MOHA ( Mons Obourg Hainaut athlétisme)                    | 2011 (Homme),2022 (Femme) |
| 6    | 2      | LACE (Le club d'athlétisme de la communauté germanophone) | 2003 (Femme),2019 (Femme) |
| 7    | 1      | WS (White star)                                           | 2018 (Femme) |
| 7    | 1      | OSCK (Club Disparut )                                     | 1999 (Homme) |
| 7    | 1      | HERV (Herve athlétique club)                              | 2020 (Homme) |
| 7    | 1      | DS (Dour Sport)                                           | 1995 (Femme) |
| 7    | 1      | FCHA (Football club Hannutois athlétisme)                 | 2000 (Homme) |

## Palmarès championnat LBFA Juniors (U20)[4]
| Année | Lieux              | Homme                    | Club | Femme                     | Clubs |
| ----- | ------------------ | ------------------------ | ---- | ------------------------- | ----- |
| 1981  | Virton             | ?                        | ?    | ?                         | ?     |
| 1982  | Louvain-la-Neuve   | JP.D'ayisenga (1)        | CABW | V.Collard (1)             | BBS   |
| 1983  | Ciney              | N.Henrot (1)             | SMAC | V.Collard (2)             | ESC   |
| 1984  | Ciney              | J.Istace (1)             | SMAC | R.Neven (1)               | FCL   |
| 1985  | Lessines           | T.Jacob (1)              | DAMP | E.Berge (1)               | RCB   |
| 1986  | Flémalle           | Ruddy Walem (1)          | MOHA | Cécile Houbart (1)        | FCHA  |
| 1987  | Havré              | Ruddy Walem (2)          | MOHA | Cécile Houbart (2)        | FCHA  |
| 1988  | Spa (ville)        | JF.Saubien (1)           | BBS  | Els Peiren (1)            | CSF   |
| 1989  | ?                  | ?                        | ?    | ?                         | ?     |
| 1990  | ?                  | ?                        | ?    | ?                         | ?     |
| 1991  | ?                  | ?                        | ?    | ?                         | ?     |
| 1992  | Flémalle           | Abdi Isse (1)            | RCB  | Laurance Roobeart (1)     | USBR  |
| 1993  | ?                  | ?                        | ?    | ?                         | ?     |
| 1994  | Perwez             | P.Devel (1)              | HF   | S.Host (1)                | SER   |
| 1995  | Thimister-Clermont | E.Devos (1)              | RISC | J.Regnier (1)             | SMAC  |
| 1996  | Spa (ville)        | Jerôme Vandemeerche (1)  | RISC | A.Angonese (1)            | ULA   |
| 1997  | Stavelot           | Jerôme Vandemeerche (2)  | RISC | Catherine Lallemand (1)   | RISC  |
| 1998  | Dour               | P.Orban (1)              | HF   | Catherine Lallemand (2)   | RISC  |
| 1999  | Enghien            | Matthieu Vandiest (1)    | CABW | Mélissa Benoumeur (1)     | RFCL  |
| 2000  | Meslin-l'Évêque    | Y.Cloux (1)              | RFCL | Jesscia Mayon (1)         | DAMP  |
| 2001  | Hannut             | Benjamin Barbier (1)     | CABW | B.Getacho (1)             | SMAC  |
| 2002  | Meslin-l'Évêque    | Denis Galerin (1)        | DAMP | B.Getacho (2)             | SMAC  |
| 2003  | Flémalle           | Denis Galerin (2)        | DAMP | A.Charlier (1)            | SMAC  |
| 2004  | Dour               | F.Hernould (1)           | USTA | A.S.Marechal (1)          | HF    |
| 2005  | Dour               | F.Hernould (2)           | USTA | A.S.Marechal (2)          | HF    |
| 2006  | Dour               | Thibaut Vandenabeele (1) | CABW | A.Laurent (1)             | HF    |
| 2007  | Dour               | Florent Caelen (1)       | HERV | Charlotte Mahieu (1)      | DAMP  |
| 2008  | Gosselies          | Florent Caelen (2)       | HERV | Marie Mahieu (1)          | DAMP  |
| 2009  | Dour               | Brieuc Vandeleen (1)     | CABW | K.Lentz                   | MALM  |
| 2010  | Dour               | Valentin Poncelet (1)    | CABW | Mélanie Stordeur (1)      | FCHA  |
| 2011  | Dour               | Valère Hustin (1)        | DAMP | Mélanie Stordeur (2)      | FCHA  |
| 2012  | Hannut             | Dorian Fintolini (1)     | RFCL | G.Simon (1)               | MOHA  |
| 2013  | Hannut             | Y.Bouissane (1)          | RESC | Marine Lecart (1)         | USBW  |
| 2014  | Dour               | Pierre Balty (1)         | RIWA | Elodie Van Den Abeele (1) | ACLO  |
| 2015  | Dour               | Amaury Gouverneur (1)    | CABW | Elodie Van Den Abeele (2) | ACLO  |
| 2016  | Hannut             | Dorian Boulvin (1)       | CABW | E.Andre (1)               | BBS   |
| 2017  | Dour               | R.Schyns (1)             | HERV | Élise Vanderelst (1)      | MOHA  |
| 2018  | Hannut             | Lucas Da Silva (1)       | RFCL | Mathilde Deswaef (1)      | WS    |
| 2019  | Hannut             | Brice Degey (1)          | RFCL | Juliette Thomas (1)       | DAMP  |
| 2020  | Hannut             | Ruben Querinjean (1)     | WACO | Lucie Doison (1)          | DS    |
| 2021  | Hannut             | Annulée (Covid 19)       | /    | Annulée (Covid 19)        | /     |
| 2022  | Hannut             | Régise Thibert (1)       | HERV | Shopie Laloux (1)         | CDSY  |
| 2023  | Hannut             | Régise Thibert (2)       | HERV | Elia Cappa (1)            | HERV  |
| 2024  | Hannut             | Simon Jeukenne (1)       | HERV | Lucie Grandejean (1)      | BBS   |
| 2025  | Hannut             | Willem Renders (1)       | RESC | Julie Charlier (1)        | HERV  |

### Bilan

#### Par clubs
| Rang | Titres | Clubs                                          | Années                                                                                                  |
| ---- | ------ | ---------------------------------------------- | --- |
| 1    | 8      | CABW (Club athlétisme du Brabant Wallon)       | 1982 (Homme),1999 (Homme),2001 (Homme),2006 (Homme),2009 (Homme),2010 (Homme),2015 (Homme),2016 (Homme) |
| 1    | 8      | HERV (Herve athlétique club)                   | 2007 (Homme),2008 (Homme),2017 (Homme),2022 (Homme),2023 (Homme et Femme),2024 (Femme) 2025 (Femme)     |
| 2    | 7      | DAMP (Atlhetic club Dampicourt)                | 1985 (Homme),2000 (Femme),2002 (Homme),2003 (Homme),2007 (Femme),2008 (Femme),2011 (Homme),2019 (Femme) |
| 3    | 6      | Royal Football Club de Liège Athlétisme/ FCL   | 1984 (Femme),1999 (Femme),2000 (Homme),2012 (Homme),2018 (Homme),2019 (Homme)                           |
| 3    | 6      | SMAC (Sambre et Meuse athletic club)           | 1983 (Homme),1984 (Homme),1995 (Femme),2001 (Femme),2002 (Femme),2003 (Femme)                           |
| 4    | 5      | Cercle royal d'athlétisme de Charleroi/ RISC   | 1995 (Homme),1996 (Homme),1997 (Homme et Femme),1998 (Femme)                                            |
| 4    | 5      | HF ( Union athlétique haute-fagne)             | 1994 (Homme),1998 (Homme),2004 (Femme),2005 (Femme),2006 (Femme)                                        |
| 5    | 4      | MOHA ( Mons Obourg Hainaut athlétisme)         | 1986 (Homme),1987 (Homme),2012 (Femme),2017 (Femme)                                                     |
| 5    | 4      | FCHA (Football club Hannutois athlétisme)      | 1986 (Femme),1987 (Femme),2010 (Femme),2011 (Femme)                                                     |
| 5    | 4      | BBS (Bertrix basse-Semois athletic club        | 1982 (Femme),1988 (Femme),2016 (Femme),2024 (Femme)                                                     |
| 6    | 3      | Royal Excelsior Sports Club Brussels/ESC       | 1983 (Femme),2013 (Homme) 2025 (Homme)                                                                  |
| 7    | 2      | RRCB (Royal racing club Bruxelles)             | 1985 (Femme),1992 (Homme)                                                                               |
| 7    | 2      | RACLO ( Royal athletic club La Louvière)       | 2014 (Femme),2015 (Femme)                                                                               |
| 7    | 2      | RUSTA (Royal Union sportif Tournai Athlétisme) | 2004 (Homme),2005 (Homme)                                                                               |
| 8    | 1      | ULA (Union Lorraine athlétique)                | 1996 (Femme)                                                                                            |
| 8    | 1      | CSF (Centre sportif la Forestoise)             | 1988 (Femme)                                                                                            |
| 8    | 1      | USBR (Club Disparut)                           | 1992 (Femme)                                                                                            |
| 8    | 1      | USBW (Unions sportif du Brabant Wallon)        | 2013 (Femme)                                                                                            |
| 8    | 1      | DS (Dour Sport)                                | 2020 (Femme)                                                                                            |
| 8    | 1      | MALM (Malmedy athletic club)                   | 2009 (Femme)                                                                                            |
| 8    | 1      | WS (White star)                                | 2018 (Femme)                                                                                            |
| 8    | 1      | RIWA (Rixensart Wavre athletic club)           | 2014 (Homme)                                                                                            |
| 8    | 1      | WACO (Waremme athletic Club Oreye)             | 2020 (Homme)                                                                                            |
| 8    | 1      | CSDY                                           | 2022 (Femme)                                                                                            |